# Groupe Horizons et indépendants
Pour les articles homonymes, voir Horizons.
Le groupe Horizons & Indépendants (abrégé en HOR), nommé Horizons et apparentés jusqu'au 9 juillet 2024, est un groupe parlementaire de l'Assemblée nationale française. Il est formé le 28 juin 2022 et alors présidé par Laurent Marcangeli.

## Historique

### Effectifs et dénomination
| Année | Nom                      | Nombre de membres | Nombre d’apparentés | Nombre de députés | Évolution | Pourcentage |
| ----- | ------------------------ | ----------------- | ------------------- | ----------------- | --------- | ----------- |
| 2022  | Horizons et apparentés   | 28                | 2                   | 30                | Nv.       | 5,20 %      |
| 2024  | Horizons et indépendants | 27                | 6                   | 34                | 4         | 5,72 %      |

### XVIelégislature
Naïma Moutchou en assurait la vice-présidence. Mais, élue vice-présidente de l'Assemblée nationale, elle est remplacée le 19 juillet 2022 par Thomas Mesnier. Néanmoins, le 2 décembre 2022 son élection est invalidée par le Conseil constitutionnel, laissant le poste vacant jusqu’à l’élection de Marie-Agnès Poussier-Winsback. Frédéric Valletoux occupe la fonction de porte-parole.
Le 20 décembre 2023, Jean-Charles Larsonneur quitte le groupe à la suite de l'adoption de la loi immigration à laquelle il était opposé. Il siège ensuite parmi les non-inscrits. Pour les mêmes raison, Yannick Favennec-Bécot quitte le groupe le 26 janvier 2024 et rejoint le groupe LIOT.
Le 12 février 2024, Agnès Firmin-Le Bodo reprend sa fonction de députée.
Le 15 février 2024, Bertrand Bouyx et Pierre Henriet quittent le groupe Renaissance pour rejoindre Horizons.
Le 9 mars 2024, Frédéric Valletoux devenu ministre est remplacé par sa suppléante Juliette Vilgrain. Le jour suivant, Xavier Albertini et Anne Le Hénanff sont nommés co-porte-paroles du groupe.

### XVIIelégislature
Le 9 septembre 2024, Charlotte Parmentier-Lecocq et Xavier Roseren quittent le groupe Renaissance pour rejoindre Horizons.
Le 23 décembre 2024, Laurent Marcangeli, alors président du groupe, est nommé membre du Gouvernement François Bayrou. Il est remplacé dans ses fonctions de président par Paul Christophe, député du Nord, à son retour à l'Assemblée nationale le 24 janvier 2025.

## Composition

### Liste des membres actuels
| Nom                     | Nom                           | Parti | Parti    | Circonscription                            |
| ----------------------- | ----------------------------- | ----- | -------- | ------------------------------------------ |
|                         | Xavier Albertini              |       | Horizons | 1re circonscription de la Marne            |
|                         | Henri Alfandari               |       | Horizons | 3e circonscription d'Indre-et-Loire        |
|                         | Béatrice Bellamy              |       | Horizons | 2e circonscription de la Vendée            |
|                         | Thierry Benoit                |       | Horizons | 6e circonscription d'Ille-et-Vilaine       |
|                         | Sylvain Berrios               |       | LR       | 1re circonscription du Val-de-Marne        |
|                         | Bertrand Bouyx                |       | Horizons | 5e circonscription du Calvados             |
|                         | Jean-Michel Brard             |       | DVD      | 9e circonscription de la Loire-Atlantique  |
|                         | Paul Christophe (président)   |       | Horizons | 14e circonscription du Nord                |
|                         | Nathalie Colin-Oesterlé       |       | LC       | 3e circonscription de la Moselle           |
|                         | Philippe Fait                 |       | Horizons | 4e circonscription du Pas-de-Calais        |
|                         | Agnès Firmin-Le Bodo          |       | Horizons | 7e circonscription de la Seine-Maritime    |
|                         | Félicie Gérard                |       | Horizons | 7e circonscription du Nord                 |
|                         | François Gernigon             |       | Horizons | 1re circonscription de Maine-et-Loire      |
|                         | Pierre Henriet                |       | Horizons | 5e circonscription de la Vendée            |
|                         | François Jolivet              |       | Horizons | 1re circonscription de l'Indre             |
|                         | Loïc Kervran                  |       | Horizons | 3e circonscription du Cher                 |
|                         | Thomas Lam                    |       | Horizons | 2e circonscription des Hauts-de-Seine      |
|                         | Anne Le Hénanff               |       | Horizons | 1re circonscription du Morbihan            |
|                         | Didier Lemaire                |       | Horizons | 3e circonscription du Haut-Rhin            |
|                         | Lise Magnier                  |       | Horizons | 4e circonscription de la Marne             |
|                         | Xavier Lacombe                |       | LR       | 1re circonscription de la Corse-du-Sud     |
|                         | Naïma Moutchou                |       | Horizons | 4e circonscription du Val-d'Oise           |
|                         | Jean Moulliere                |       | Horizons | 6e circonscription du Nord                 |
|                         | Jérémie Patrier-Leitus        |       | Horizons | 3e circonscription du Calvados             |
|                         | Béatrice Piron                |       | Horizons | 3e circonscription des Yvelines            |
|                         | Christophe Plassard           |       | Horizons | 5e circonscription de la Charente-Maritime |
|                         | Jean-François Portarrieu      |       | Horizons | 5e circonscription de la Haute-Garonne     |
|                         | Marie-Agnès Poussier-Winsback |       | Horizons | 9e circonscription de la Seine-Maritime    |
|                         | Isabelle Rauch                |       | Horizons | 9e circonscription de la Moselle           |
| File:Xavier Roseren.jpg | Xavier Roseren                |       | Horizons | 6e circonscription de la Haute-Savoie      |
|                         | Laetitia Saint-Paul           |       | Horizons | 4e circonscription de Maine-et-Loire       |
|                         | Vincent Thiébaut              |       | Horizons | 9e circonscription du Bas-Rhin             |
|                         | Frédéric Valletoux            |       | Horizons | 2e circonscription de Seine-et-Marne       |
|                         | Anne-Cécile Violland          |       | Horizons | 5e circonscription de la Haute-Savoie      |

### Liste des membres sous laXVIelégislature
| Nom | Nom                            | Parti        | Parti                                      | Circonscription                        |
| --- | ------------------------------ | ------------ | ------------------------------------------ | -------------------------------------- |
|     | Xavier Albertini               |              | Horizons                                   | 1re circonscription de la Marne        |
|     | Henri Alfandari                | Horizons     | 3e circonscription d'Indre-et-Loire        |                                        |
|     | Xavier Batut                   | Horizons     | 10e circonscription de la Seine-Maritime   |                                        |
|     | Béatrice Bellamy               | Horizons     | 2e circonscription de la Vendée            |                                        |
|     | Thierry Benoit,                | Horizons     | 6e circonscription d'Ille-et-Vilaine       |                                        |
|     | Bertrand Bouyx                 | Horizons     | 5e circonscription du Calvados             |                                        |
|     | Paul Christophe                | Horizons     | 14e circonscription du Nord                |                                        |
|     | Agnès Firmin-Le Bodo           | Horizons     | 7e circonscription de la Seine-Maritime    |                                        |
|     | Félicie Gérard                 | Horizons     | 7e circonscription du Nord                 |                                        |
|     | François Gernigon              | Horizons     | 1re circonscription de Maine-et-Loire      |                                        |
|     | Pierre Henriet                 | Horizons     | 5e circonscription de la Vendée            |                                        |
|     | François Jolivet               | Horizons     | 1re circonscription de l'Indre             |                                        |
|     | Loïc Kervran                   | Horizons     | 3e circonscription du Cher                 |                                        |
|     | Stéphanie Kochert              | Horizons     | 8e circonscription du Bas-Rhin             |                                        |
|     | Luc Lamirault                  | Horizons     | 3e circonscription d'Eure-et-Loir          |                                        |
|     | Anne Le Hénanff                | Horizons     | 1re circonscription du Morbihan            |                                        |
|     | Didier Lemaire                 | Horizons     | 3e circonscription du Haut-Rhin            |                                        |
|     | Lise Magnier                   | Horizons     | 4e circonscription de la Marne             |                                        |
|     | Laurent Marcangeli (président) | Horizons–CCB | 1re circonscription de la Corse-du-Sud     |                                        |
|     | Naïma Moutchou                 | Horizons     | 4e circonscription du Val-d'Oise           |                                        |
|     | Jérémie Patrier-Leitus         | Horizons     | 3e circonscription du Calvados             |                                        |
|     | Christophe Plassard            | Horizons     | 5e circonscription de la Charente-Maritime |                                        |
|     | Marie-Agnès Poussier-Winsback  | Horizons     | 9e circonscription de la Seine-Maritime    |                                        |
|     | Philippe Pradal                | Horizons-LFA | 3e circonscription des Alpes-Maritimes     |                                        |
|     | Isabelle Rauch                 | Horizons     | 9e circonscription de la Moselle           |                                        |
|     | Vincent Thiébaut               | Horizons     | 9e circonscription du Bas-Rhin             |                                        |
|     | Juliette Vilgrain              | Horizons     | 2e circonscription de Seine-et-Marne       |                                        |
|     | André Villiers                 | Horizons     | 2e circonscription de l'Yonne              |                                        |
|     | Anne-Cécile Violland           | Horizons     | 5e circonscription de la Haute-Savoie      |                                        |
|     | Jean-François Portarrieu       |              | AC                                         | 5e circonscription de la Haute-Garonne |
|     | Alexandre Vincendet            |              | DVD                                        | 7e circonscription du Rhône            |